# Ballade i byrådet
Ballade i byrådet er en dansk kortfilm fra 1985 instrueret af Nils Vest efter manuskript af ham selv og Peter Thorsboe. Blandt de medvirkende ses blandt andre den kendte skuespiller Ove Sprogøe i hovedrollen som borgmesteren, mens Peter Larsen medvirker som Brita Skall Houlberg, en slet skjult hentydning til den daværende indenrigsminister Britta Schall Holberg.

## Handling
Novellefilm fra hverdagen i et byråd med en borgmester, der kan alle de kommunalpolitiske fiduser. En dag oplever han, hvordan et nyvalgt byråd ikke vil skære ned, men tværtimod øge servicen i kommunen for stort set de samme skattekroner.
Filmen er produceret på bestilling fra fagforeningerne BUPL, Landsforeningen for Socialpædagoger, Landsforeningen Danske Klubfolk, PMF og Socialpædagogernes Landsforbund.

## Medvirkende
- Ove Sprogøe - Borgmesteren
- Asta Esper Andersen - Kvindelig borgerlist
- Tom Jacobsen - Kommunaldirektøren
- Asger Boertmann - Socialistisk oppositionspolitker
- Rasmus Bogø - Ung mand med hackerevner
- John Mailand - Borgmesterens partifælle
- Mette Nielsen - Punker
- Lizzie Corfixen - Borgmesterens sekretær
- Peter Larsen - Brita Skall Houlberg
- Kadhim Faraj - Indvandrerpolitiker
- Amalie Bjørn Herskind - Barn i byrådet
- Bruno Bjørn - Politiker
- Hanne Bøgh-Andersen - Politiker
- Susanne Campbell - Politiker